# ファドゥーツ城
ファドゥーツ城（ファドゥーツじょう、ドイツ語: Schloß Vaduz）は、リヒテンシュタイン侯国の首都ファドゥーツにある城である。リヒテンシュタイン侯の官邸として利用されている。首都の名を冠するこの城は、近隣の丘の上から眺めることができる。

## 歴史
西暦12世紀頃の創建と伝えられるが、詳細な記録は残っていない。ウルリッヒ・フォン・マッシュ代官に対する城の売却証書の記載が城に関する最古の言及であり、1322年に彼は銀400マルクでファドゥーツの領地・城そして領民を取得したとされる。かつての所有者でおそらく建設者はサルガンス伯爵領を治めた伯爵であると考えられている。主郭と東側の部分が最も古く、12世紀頃の建設とみられる。塔は12×13mの地面に建ち、1階の壁面の厚さは4mである。元からの入り口は中庭側に面し、高さは11mである。聖アンナ礼拝堂は中世の建築と推定される。主たる祭壇は、後期ゴシック様式である。1499年のシュヴァーベン戦争で、城はスイス原初同盟に放火された。西側は、カスパー・フォン・ホーエネムス（1613–1640）によって拡張された。
リヒテンシュタイン家はファドゥーツの伯爵の地位を購入した1712年に城を取得した。このとき、神聖ローマ皇帝カール6世は、1699年にリヒテンシュタイン家が購入したシェレンベルクの統治権を伯爵に統合し、リヒテンシュタイン侯国が成立した。

## 20世紀以降
城は1905年と1920年に大規模な修復が行われ、ヨーハン2世統治下の1920年代初頭にも実施された。1930年代初頭にはフランツ・ヨーゼフ2世によって拡張がなされた。1938年以来、ファドゥーツ城がリヒテンシュタイン家の第一の居城となった。城にはリヒテンシュタイン家が居住しているため、城内の一般公開はされていない。

## 警備
中世以来、公は潜在的な農民蜂起から城内へ避難することを想定している。時がたつにつれ、護衛する兵士の数は減少していき、2人の警察官が警備および城の周囲を巡回しているのみである。通常は、1人の警備員が正門に常駐しているのみである。第二次世界大戦以降、リヒテンシュタイン家に対する暗殺未遂事件が企てられたことはない。

## ギャラリー

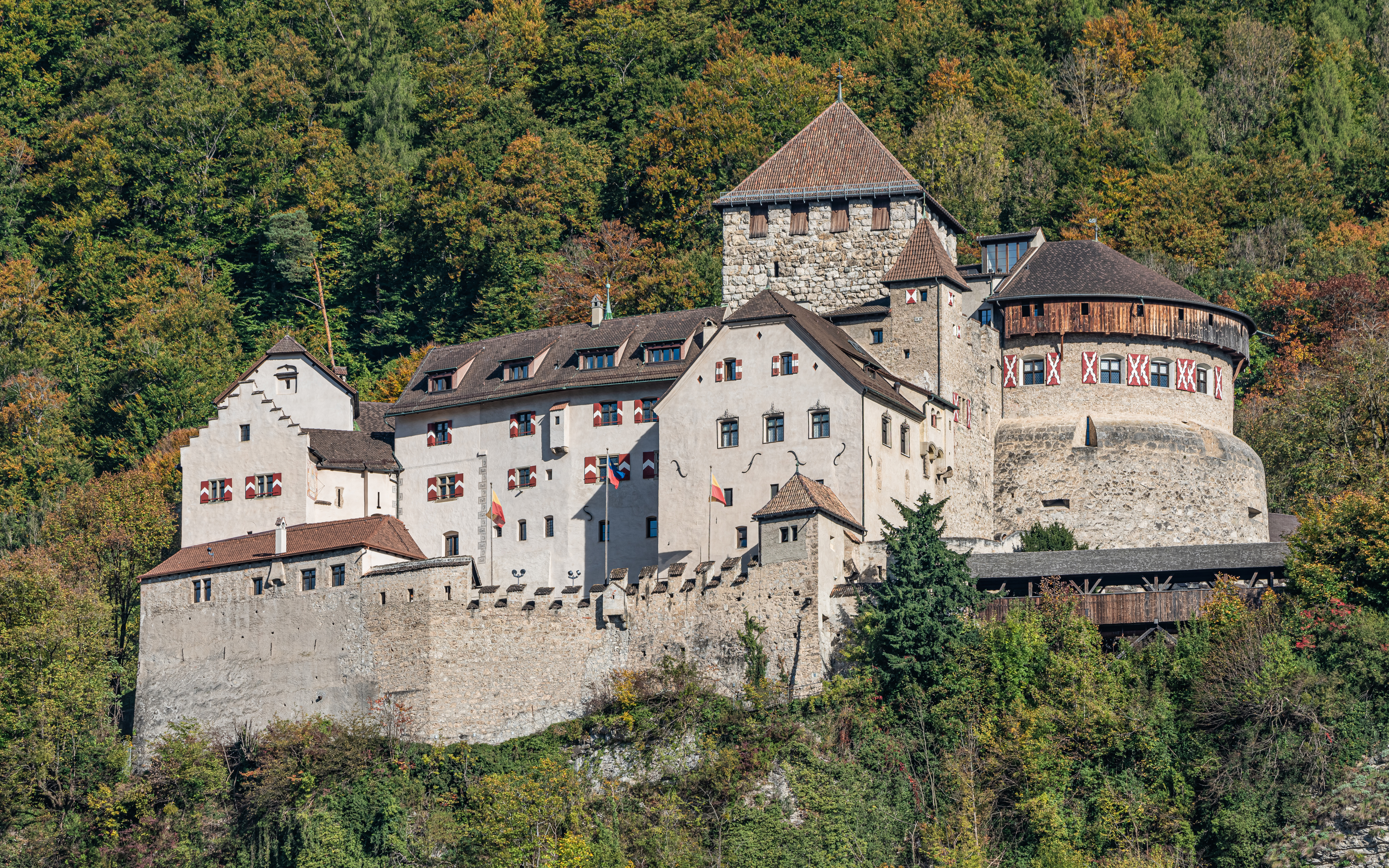
ファドゥーツ市街から城を望む
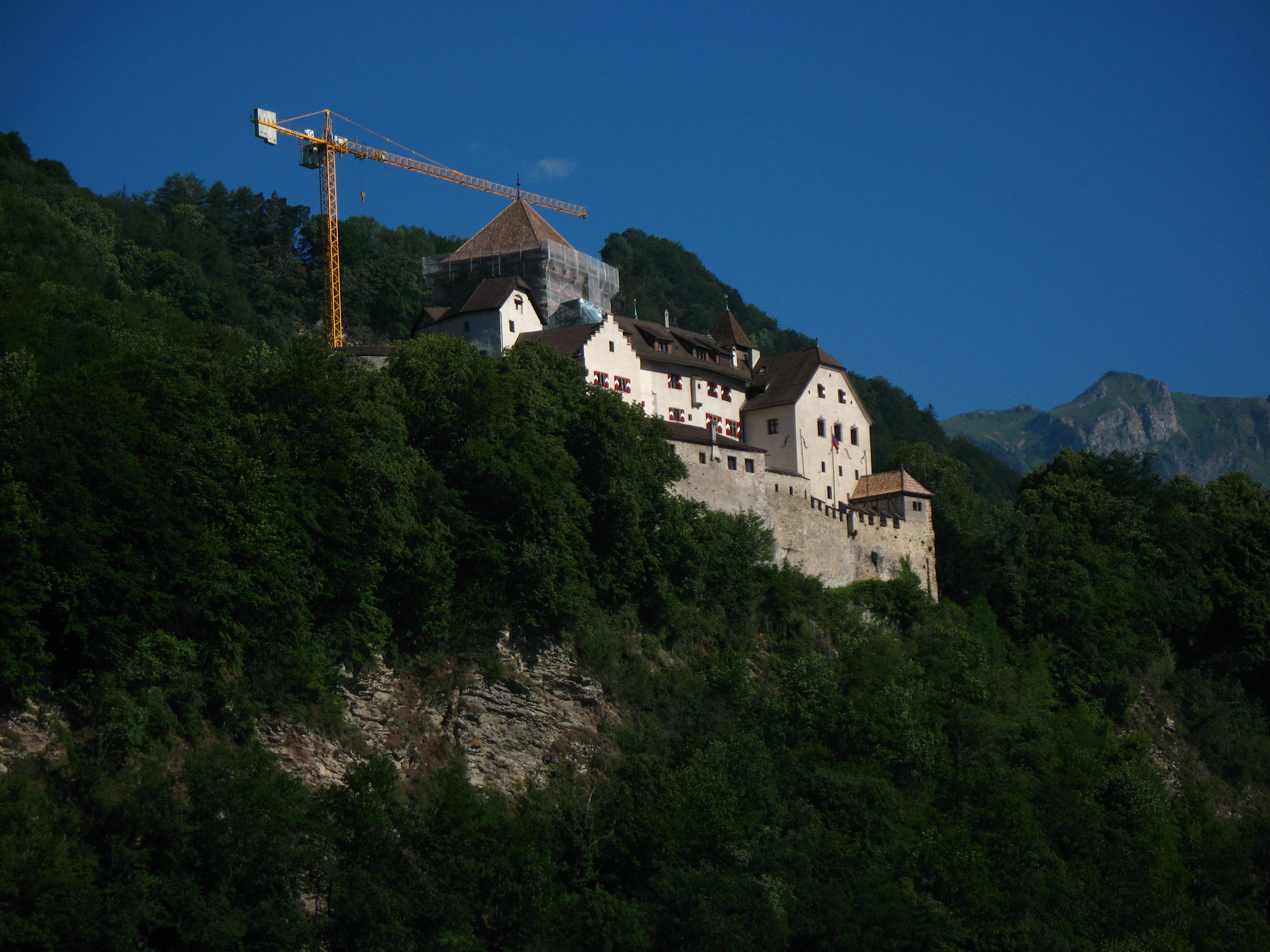
塔の改築が進められている
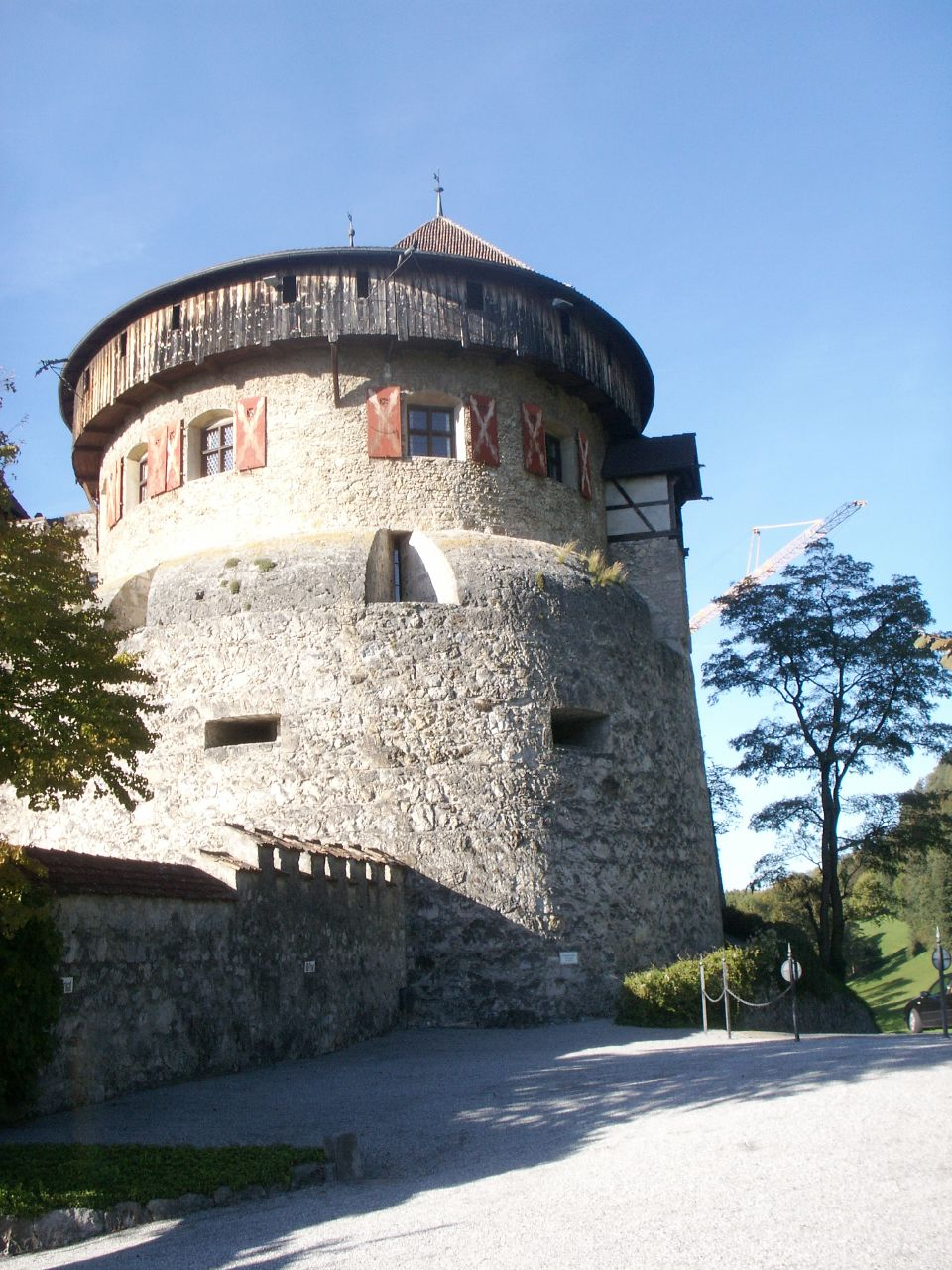
城の近影
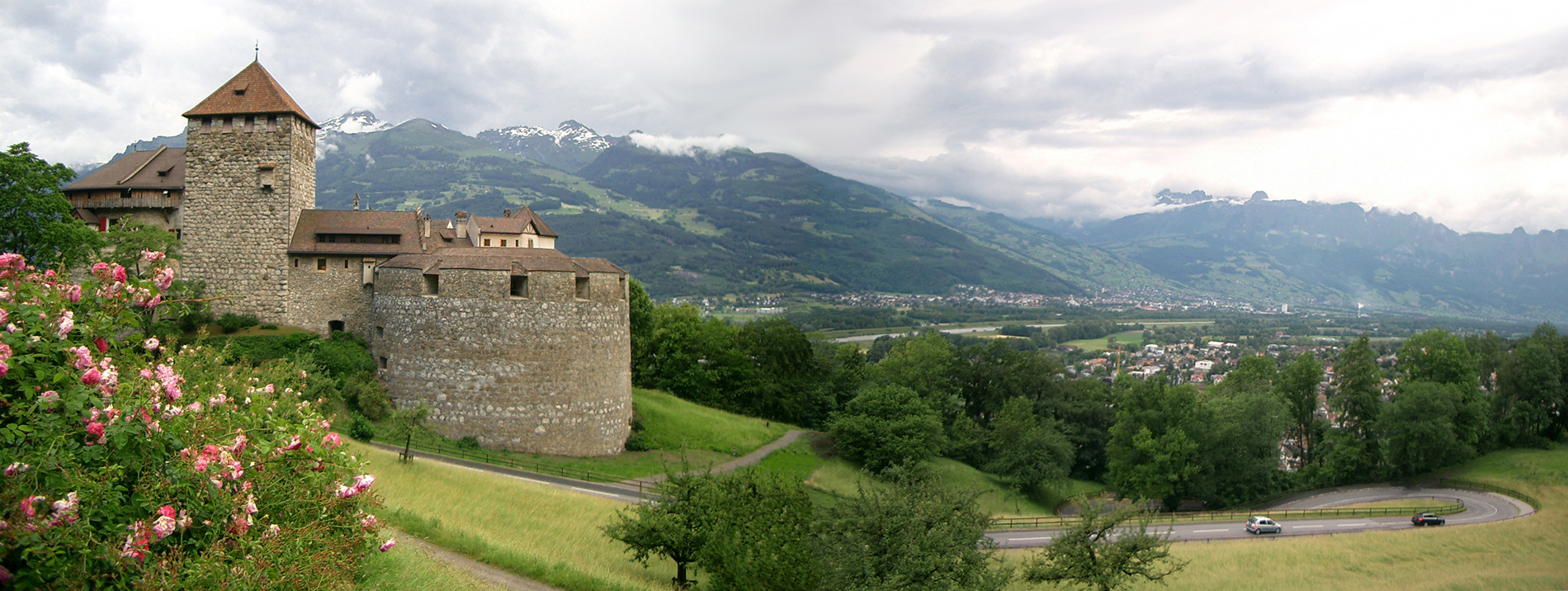
城からの眺望
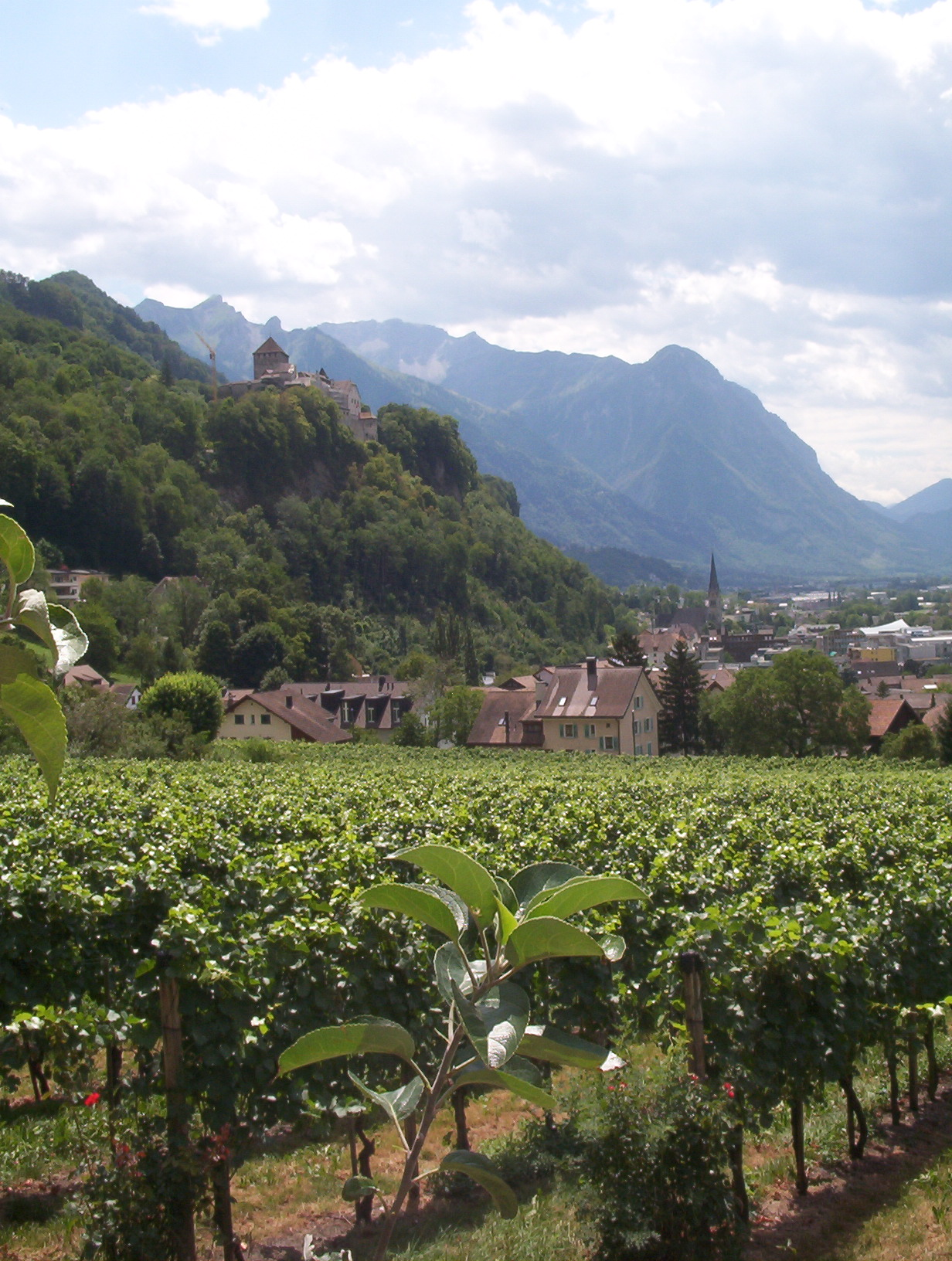
城と公のブドウ畑